# Cleopatra Lorințiu
Cleopatra Lorințiu (n. 26 septembrie 1957 la Năsăud) este o scriitoare, jurnalistă, realizatoare de televiziune și diplomat român. A publicat cărți de poezie, proză, eseuri, critică și interviuri, memorialistică, note de călătorie, literatură pentru copii. 

## Biografie
În perioada 1972-1976 a urmat cursurile Liceului „Liviu Rebreanu” din Bistrița. Este absolventă a Facultății de Cibernetică economică (ASE București, promoția 1981), cursuri de geopolitică, geostrategie, diplomație. A lucrat la Institutul de Cercetări pentru Electrotehnică din București în perioada 1981-1982 și ca redactor la Scânteia tineretului în 1983. A debutat în revista Femeia în 1968 și editorial, în 1978, cu volumul Regina cu pași furați. Membru al Uniunii Scriitorilor din România din 1979. Membră a UCIN Asociația scenariștilor. A fost  diplomat la Ambasada României la Paris (2002-2006), corespondent pentru România al "Observatoire d'études Géopolitiques" din Paris, realizator tv pentru Televiziunea Română(1994-2002,2007-2018) ,editor șef al publicației Ecart Economistul (1998-2002), proprietară a Editurii Luna-Editorial House. În perioada  mai 2018-mai 2022 este Consilier diplomatic, Director adjunct la Institutul Cultural Român din Tel Aviv.

## Activitate literară
Cărți publicate (bibliografie selectivă):
- Regina cu pași furați, Editura Dacia, 1978 premiul de debut pentru poezie;
- Ora culorilor (Editura Ion Creangă, 1979);
- Libeluliada (proză, editura Ion Creangă, 1980);
- Peisajul din care lipsesc (Editura Cartea românească, poeme,1981);
- Terasa cu oleandri (poeme, Editura Dacia, 1985);
- Exerciții de vacanță (proză, Editura Ion Creangă, 1984),
- Casa cu volbură (in limba rusă, editura publicațiilor pentru străinătate,nuvele,1985)
- Aproape imaginară (poeme, editura Cartea românească, 1987);
- Există un limpede loc (eseuri, Editura Sport-Turism, 1989);ISBN 073-41-0051-3
- Coronița de premiant, povestiri, editura Ion creangă,1990,ISBN 973-25-0188-X
- Fetița care eram (roman pentru copii, Editura Intact, 1992),ISBN 973-95549-2-x
- Iubirea nu trece (roman, Editura Luna, 1992),ISBN 973-95603-0-x
- Ceaiul amanților (poeme, editura Quadrat, 1994),ISBN 973-95558-6-1
- Cineva din trecut (nuvele și poeme, editura Luna 1995),ISBN 973-95603-6-9
- Un ghem de vise (povestiri, editura Mondocart 1998)ISBN 973-98164-7-9
- O lumină suplimentară, volum de eseuri și interviuri editura Muzeum,2002,ISBN 973-85276-5-1
- Suflu efemer (Souffle ephemere),ISBN 973-8053-77-3 volum bilingv de poezie și extrase de critică, editura Axa 2002.
- Vocația căii singuratice(eseu) editura Carpathia,2009,ISBN 978-973-7609-46-5
- Pălăria de pai, roman Editura Eikon 2013 ISBN 978-973-757-818-1
- Scurte întâlniri, eseuri, Editura Charmides,2017 ISBN 978-606-752-036-1
- El paisaje en el que falto, Editura Charmides 2017,ISBN 978-606-752-083-5
- Fetița care eram(ediția a doua),Editura Universul Academic,2020,ISBN 978-606-9062-21-0
- Zboruri secrete,Editura Ecou Transilvan,2022,(restituiri,eseuri,interviuri),ISBN 978-606-730-975-1
- Un ghem de vise,Libeluliada,(Antologie de literatură pentru copii),Editura pentru Artă și Literatură,2023,ISBN 978-606-95684-4-6
- După amiaza vieții, Editura pentru Artă și Literatură,2024, ISBN 978-606-95767-7-9
- Lumi multiple/Multiple Worlds(poeme,antologie,traduceri în engleză,franceză,ebraică,spaniolă,italiană cu ilustrații de Suly Bornstein Wolff, Editura ARTprint 2024,ISBN 978-630-6595-14-3
- În grădina fragilității, (poeme) Editura Ecou Transilvan,2024, ISBN 978-630-311-209-1

## Alte cărți
- Fără contract,(în colaborare cu Emanuel Valeriu)Editura Qadrat Press,1992,ISBN 973-95558-1-0,
- Prezentă în: Streiflicht, Eine Auswahl zeitgenössischer rumänischer Lyrik, ins Deutsche übertragen von Christian W. Schenk, Dionysos Verlag, Kastellaun, 1994, ISBN 3-9803871-1-9.
- Despre ce nu se uită(un dialog cu Jean Jacques Askenasy) , Editura RAO,2021,ISBN 978-606-555-5
- Benevolenza, cronici,note,articole.E-book. Editura Contact International,2021,ISBN 978-973-9412-59-9
- Simanei Haverut (Semne de prietenie) cronici și eseuri despre personalități de origine română din IsraelEditura ASILR Israel,2024

Traduceri: 
- Vârsta de aur de Kenneth Grahame, editura Ion Creangă,1984;
- Am găsit o prințesă de Kenneth Grahame, editura Albin Co,1994,ISBN 973-96411-0-5

Despre literatura Cleopatrei Lorințiu au scris: Cornel Regman, Petru Poantă, Alexandru Cistelecan, Constantin Sorescu, Mihai Ungheanu, Andrei Milca, Dan Ciachir, Valeriu Bârgău, Geo Vasile, Aureliu Goci, Alexandru Piru, Daniel Dimitriu, Laurențiu Ulici, Ion Bogdan Lefter, Voicu Bugariu, V.Atanasiu, C.Stănescu, Alex.Ștefănescu, Valentin F.Mihăescu, Adrian Popescu, Radu Comănescu, Grete Tartler, Nastasia Maniu, C.Miu, Ion Murgeanu, Tudor Opriș, Valeriu Bârgau, Florin Costinescu, Ion Oarcăsu, Anghel Dumbraveanu, Lucian Chișu, Gavril Moldovan, Marin Sorescu, Radu G.Țeposu, Olimpiu Nușfelean, Alexandru Horia, Diana Soare, Sanda Faur, Andrei Milca, Menuț Maximinian, Elvira Ivașcu, Șerban Cionoff, Florin Costinescu, Elena M.Câmpean, Mioara Bahna, Lucian Zeev Herșcovici,Adrian Grauenfels,Sofia Ghelman,Cornel Cotuțiu,Liviu Pendefunda,, Alexandru Oprescu ș.a.

## Activitate jurnalistică
A publicat în presa scrisă din România, a avut rubrici în revistele "Luceafărul" și "Cinema". A fost realizator independent pentru Canalul de televiziune etnic 32 din Chicago Illinois (SUA) (1992-1994). Jurnalist independent, din 1994, realizator de televiziune, scenarist pentru Televiziunea Română (1994-2002). Autoare de filme documentare despre Ștefan Augustin Doinaș (pentru care a primit Premiul APTR în 2001), sculptorul Ion Vlasiu, academician etnolog Romulus Vulcănescu, Gheorghe Adoc, Gabriela Manole Adoc, poetul Gheorghe Tomozei, arhitect Gheorghe Rosetti, Ion Sălișteanu, dr. Dan Gavriliu, Eddy Novarro, Enzo Gribaudo, Edith Bretan Le Bovit, Theodore Ciurdea Coresi, Ion Ivan Roncea, Liliana Ursu, Laurențiu Ulici, Manole Filitti, apicultorul Nicolae V. Ilieșiu(inventatorul Apilarnilului), dr. Maria Georgescu, Livia Nita Bonansea. 
Realizatoare de emisiuni dedicate diasporei, emisiuni culturale, restituiri de patrimoniu, portrete literare, reportaje, interviuri. A realizat filme documentar-artistice de televiziune: "Hobița o stare de spirit" , "Palatul Cantacuzino", "Palatul brâncovenesc de la Mogoșoaia", "Liniștea culorilor. Muzeul Ghiață" și reportaje în diferite țări (Venezuela, Emiratele Arabe Unite, Canada, Thailanda, Coreea de Sud, Italia, Grecia, Maroc, Franța, Libia, China, Ungaria,Israel, Danemarca, SUA). 
Alte documentare tv:
- Un om al înălțimilor și aventura Gurjahimalului"( despre Dr. Ovidiu Bojor, inventatorul INSUVEG-ului);
- Ea și vioara ei"documentar despre Lucica Trita,
- Jarul memoriei", (despre Florentina Mosora, acedemician, șefa Catedrei de Oceanografie, Universitatea Liege);
- Nevoia de memorie", despre prințesa Alexandra Caragea;
- Casă românească la Chiticaz" (despre Maria Bereny și Stefan Oroian");
- Farmec de spineta" documentar Manuela Nedelea ;"Gustul vieții" (despre Mariana Brăescu);
- Iar ca sentiment un cristal", (despre interpreta de operă Marina Krilovici);
- Domnului profesor cu dragoste", (despre Tudor Opriș),
- Culorile Maghrebului, documentar în Maroc" (despre Khalil Gibran și Muzeul Belghazi);
- La palatul Hoffburg" (despre dirijorul Gert Hofbauer si Luminita Nielsen),
- Proba de imagine" (despre regizorul vienez Geirun Tino),
- În lumea reginelor lui Gaetano Donizetti" (despre Mariana Nicolesco);
- Praful și aurul scenei"(despre baletul românescu cu Ileana Iliescu, Gabriel Popescu, Margareta Zirra);
- Jurnal canadian" (despre Guy Parisau),
- Tinerețe fără bătrânețe" (despre dr. Maria Georgescu și Institutul Ana Aslan);
- Farmec de Brăila" (despre Cătălina Buzoianu);
- Bucuria vieții" (despre graficiana Octavia Țarălungă) etc.

În perioada 1982-1986 a publicat în Suplimentul de cultură "Slast" o serie de interviuri și portrete jurnalistice dedicate tinerilor artiști din toate domeniile (printre care: Șerban Nechifor, Fred Popovici, Liana Alexandra, Maia Ciobanu, Irina Odagescu Țuțuianu, Sorin Lerescu, Marin Cazacu, Marius Nichiteanu, Iancu Dumitrescu, Remus Manoleanu, Mircea Cornișteanu, Dana Dogaru, Tereza Barta, Rodica Negrea, Ana Ciontea, Marcel Iureș, Mirela Gorea, Vlad Paunescu, Maria Ploae, Marian Buruiană, Cornelia Pavlovici, Ștefan Hagimă, Julieta Szony, Vioara Popescu, Leonard Răchită, Ilinca Dumitrescu, Ionel Pantea, Mihai Borodi, Gabriel Oseciuc, Șerban Comănescu, Dragos Paslaru, Mircea Diaconu, Elena Boariu, Catalin Guguianu, Dragoș Vițelaru, Carmen Stoianov, Ion Ivan Roncea, Mihaela Martin, Liliana Ciulei Atanasiu, Valentin Gruescu, Șerban Marinescu, Anghel Decca, Alexandru Agache, Ion Marin, Răzvan Cernat, Dan Oprina, Daniela Vlădescu, Gheorghe Visu, Dan Condurache, Șerbana Drăgoescu, Ion Cărmăzan, Petru Maier Bianu, Diana Lupescu) sub titlul "Mica antologie a artei tinere". 
În perioada în care a fost producător și realizator pentru programul «Suflet românesc» din Chicago Illinois canalul 32, (1992-1994), a realizat și difuzat interviuri și portrete ale unor personalități și vedete din România, printre care: Fănuș Neagu, Paul Everac, Caius Traian Dragomir, Alexandru Mironov, Tudor Stoica, Mihai Ungheanu, Mariana Braescu, dr. Georgeta Popescu și interpreții Sofia Vicoveanca, Floarea Calotă, Laza Knejevici, Ștefania Rareș, Corina Chiriac, Valeria Peter-Predescu, Ion Cristoreanu, Lucreția Ciobanu, Irina Loghin, Alexandru Pugna. A realizat și difuzat interviuri și portrete înfățișând diaspora română din SUA: scriitorul Cristian Petru Balan, Leo Ionita, Tiberius Mihalache, Jenny Wood, Nick Guțu, Peter Tisler, Octavian Cojan, Mircea Mateescu (din Chicago) și John Rakolta, dr. Constantin Predețeanu, Mircea Theodorescu, Constantin Bodea, Preot Ion Mihuț, Alexandru Nemoianu, Ion Cristof, Vasile Bădăluță (din Detroit). I s-a decernat Premiul pentru emisiune culturala al APTR pentru filmul ”Portret Ștefan Augustin Doinaș”, în 2001. 
A scris și publicat texte critice despre opera lui George Enescu, Nicolae Labiș, Constantin Brâncuși, Gheorghe Tomozei,Nicolae Bretan, Artur Silvestri. 
A realizat filmul "Toate frunțile libere" dedicat poeziei lui Odysseas Elytis. Autoarea documentarelor tv din seria "Luminile islamului": "Șiiți și suniți. Frații dușmani"( 2007); "Conviețuirea cu Islamul", "Sufism, poezie și vocație mistică. Jalaludin Rumi și dervișii rotitori", cu participarea E. S. Adel Murad, Ambasadorul Republicii Irak, Hamid Reza Arshadi, Ambasadorul Republicii Islamice Iran; "Mărturie creștină pe o pisanie arabă"cu participarea Arhiepiscopului de Sevastia IPS Theodosios, Attalah Haana (2009). Documentare tv pentru TVR3.Redactor șef al revistei ”Orizont cultural român-arab”(o publicație a CCEPRA).Interviuri și documentare realizate în Iordania. 
A fost diplomat al Ministerului Afacerilor Externe din România la Ambasada României de la Paris (între 2002-2006), ocupându-se de presă, comunicare și afaceri politice. Comentator și analist politic pentru ”Newseuropeens” (din 2006,reprezentant al Centrului de Strategie pentru lumea araba din Paris.) A creat Fundația culturală "Gh.Tomozei" și a donat o parte din biblioteca autorului "Fundației Pietrele Doamnei" din comuna Domnești (Argeș) creând biblioteca publică "Gh.Tomozei".(2008). Este realizator tv pentru TVR3 și, din mai 2010, trimisul special al "Observatoire d'Etudes Géopolitiques", din Paris, pentru România, ca expert pe chestiuni de geopolitică și geostrategie. Între  2013-2017, este jurnalist în Redacția Alte minorități SRTV și consilier în Ministerul Culturii și Identității Naționale. În 2010, primește Premiul de onoare pentru integralitatea operei “Naji Naaman”, premiu decernat pentru “operele cele mai emancipate din punctul de vedere al stilului și care își propun revigorarea și dezvoltarea valorilor umane”.
A fost consilier în Ministerul Culturii( 2016-2017) și în perioada  2018-2022  consilier diplomatic în Ministerul Afacerilor Externe, deputy director la ICR Tel Aviv.A fost, pentru o perioadă, membră  în ”Parlement des écrivaines francophones”
Pentru activitatea desfășurată în slujba susținerii și promovării valorilor culturii universale, a dreptului la exprimare și a egalității de șanse,  Asociația pentru Dialog și Valori Universale i-a conferit în 2023 ,Premiul ”Pace și Dialog”. În perioada 2022-2024 a organizat și curatoriat expoziții ale artistelor plastice Suly Bornstein Wolff-Israel  ( ”Fă Rai din ce ai” , la Complexul Muzeal Bistrița-Năsăud și Centrul de Cultură George Apostu, Bacău ) și Beverly Jane Stewart(UK).
A inițiat și conceput Expoziția  ”Gheorghe Tomozei -un poet suav anapoda” la Muzeul scriitorilor dâmbovițeni ”( iunie 2024), Târgoviște și în anul 2025 la Centrul de Cultură”George Apostu”  din Bacău.

## Premii
- 1977 - Premiul I  Festivalului de poezie  „Nicolae Labiș”[1]
- 1981 - Premiul  pentru literatură pentru copii al Asociației Scriitorilor din București[1]
- 1984 - Premiul Suplimentului literar al Scânteii tineretului pentru publicistică[1]
- 2010 - Premiul Naji Naaman pentru integralitatea operei
- 2010 - Premiul „România tainică” decernat de Asociația Română pentru Patrimoniu
- 2011-  Premiu pentru documentar - Festivalul de film documentar de artă Dokument art
- 2012  - Premiu pentru portret cinematografic DokArt
- 2000-  Premiul APTR (Asociației Profesioniștilor de Televiziune din România ) Pentru filmul documentar ”Stefan Augustin Doinaș”
- 2016 - Distincția ”Cetățean de Onoare al Județului Bistrița Năsăud”
- 2022- Premiul ”Cavaler al Limbii Române”,acordat de Asociația Scriitorilor de Limbă Română (Israel)
- 2022- Diploma de Excelență a Uniunii Autorilor și Realizatorilor de film din România UARF
- 2023- Premiul pentru Dialog și Pace-(ADVU Asociația pentru dialog ș valori universale)